# 栗田邦住
栗田 邦住（くりた くにずみ、1838年2月20日〈天保9年1月26日〉 - 1921年〈大正10年〉12月16日）は、日本の実業家、名望家、政治家。愛媛県会議員。愛媛県喜多郡天神村初代村長、同村会議員、同郡会議員。大洲銀行監査役。内子銀行専務取締役。愛媛製糸取締役。

## 経歴
伊予・喜多郡天神村（のち愛媛県喜多郡平岡村、同郡天神村・同郡五十崎町、現内子町）で、庄屋職・栗田拙民の子として生まれた。母は志那氏。農業を営む。幼くして漢籍に志し、新谷藩政堂主児玉賢蔵の門に入り漢学を修めた。
明治維新期に惣代・戸長を拝命。1890年1月、初代天神村長に就任して1897年まで村政を担当した。1897年9月、県会議員になった。また、郡会議員も務めた。1897年頃、新谷銀行平岡支店が開店し、支店長として金融経営に従事した。

## 人物
初代天神村長として村政の基礎を確立した。ため池を構築し、耕地整理の完成に努めた。信仰心厚く寺社の世話係をつとめ、金品を寄進した。住所は愛媛県喜多郡天神村大字平岡。

## 家族・親族
栗田家
- 父・拙民（平岡村百姓、庄屋職）[3]
- 弟・熊雄（1855年 - 1925年、政治家、篤農家、蚕種家）[6][7] - 幼名は熊之進[5]。1896年、蚕種製造を経営し、大正時代には種繭審査会に出品し、毎回合格し優秀な種繭の製造に努めた[5]。兄邦住隠居により1905年3月13日に相続して戸主となる[8]。1914年から2期8年間、天神村会議員を務めるとともに、1919年から1期、県会議員を務めた[5]。
  - 同妻・キクノ（重松村、安達玄杏の長女）[8]
  - 同二男・敬治郎（1888年 - ?、大洲銀行取締役、新谷銀行取締役）[9]
  - 同女・悌子（1908年 - ?、愛媛県人・池田貫兵衛の孫で、池田商店出資社員・池田鐡太郎の妻）[9][10]